# ملعب هيدالغو
ملعب هيدالغو هو ملعب كرة قدم يقع في ولاية هيدالجو المكسيكية . يسع الملعب لجلوس 30 ألف متفرج . يعتبر الملعب الرسمي الذي يخوض فيه نادي باتشوكا مبارياته . تم افتتاح الملعب في سنة 1993 .